# Жоравка Тимофій Лук'янович
Жоравка (Журавка) Тимофій Лук'янович (? — 1731) — бунчуковий товариш, батько генерального осавула в 1759—1781 роках Івана Тимофійовича Жоравки під час Глухівського періоду в історії України.

## Служба
З 1725 по 1727 рр. був у Сулацькому поході. В січні 1727 р. його відпустили з Астрахані додому.
В 1727 році — отримав звання Бунчукового товариша.

## Родина
Був одружений з донькою конотопського сотника Андрія Юхимовича Лизогуба Тетяною (її перший шлюб).

## Володіння
На 1723 рік в Т.Жоравки було 13 дворів підданих і 14 хат бобилів у с. Гудові та 10 дворів і 14 хат бобилів у д. Коробничах(1723).
Помер у Новгороді-Сіверському в серпні 1731 року.